# Georai
Georai (o Gevrai) è una città dell'India di 28.492 abitanti, situata nel distretto di Beed, nello stato federato del Maharashtra. In base al numero di abitanti la città rientra nella classe III (da 20.000 a 49.999 persone).

## Geografia fisica
La città è situata a 19° 16' 0 N e 75° 45' 0 E e ha un'altitudine di 465 m s.l.m..

## Società

### Evoluzione demografica
Al censimento del 2001 la popolazione di Georai assommava a 28.492 persone, delle quali 14.768 maschi e 13.724 femmine. I bambini di età inferiore o uguale ai sei anni assommavano a 3.978, dei quali 2.119 maschi e 1.859 femmine. Infine, coloro che erano in grado di saper almeno leggere e scrivere erano 19.184, dei quali 11.172 maschi e 8.012 femmine.